# Józef Kalasanty Lewicki
Józef Kalasanty Lewicki herbu Rogala (ur. 15 czerwca 1767 w Leszczawie Dolnej, zm. 1845) – właściciel ziemski, urzędnik, hrabia.

## Życiorys
Urodził się 15 czerwca 1767 w Leszczawie Dolnej. Był wnukiem Ignacego Adama Lewickiego (zm. 1788, urzędnik ziemski) oraz synem Samuela Lewickiego i Katarzyny Humnickiej. 
Oprócz odziedziczonych po przodkach majątków posiadał także Chorostków. Tam wybudował pałac w Chorostkowie. Był członkiem rządu narodowego w Galicji w 1809. Był członkiem Stanów Galicyjskich. W 1817 został odznaczony krzyżem kawalerskim Orderu Leopolda. Pełnił funkcję strażnika wielkiego sreber, po czym w 1834 został koniuszym wielkim korony galicyjskiej
Ożenił się z Katarzyną ze Świnków Kaczkowskich Józefową Starzyńską chorążynę podolską (zm. 1837 we Lwowie). Ich dziećmi byli: Olimpia (zamężna z hr. Konstantym Siemieńskim z Biecza, ojcem Wilhelma Siemieńskiego-Lewickiego), Emilia (zamężna z hr. Adamem Baworowskim), Kajetan (zm. 1869, założyciel ordynacji Chrostkowskiej Lewickich, ojciec Zofii – zamężnej z ww. Wilhelmem). 
Zmarł w 1845. Linia Lewickich herbu Rogala wygasła po mieczu. 